# Live on Two Legs
Live on Two Legs är Pearl Jams första livealbum. Låtarna spelades in under flera konserter på turnén under mitten av 1998 och albumet släpptes den 24 november samma år. Värt att notera är två covers av Neil Young, låtarna "Rockin' in the Free World" och "Fuckin' Up".

## Låtlista
1. "Corduroy" – 5:05
2. "Given to Fly" – 3:53
3. "Hail, Hail" – 3:43
4. "Daughter/Rockin' in the Free World/W.M.A." – 6:47
5. "Elderly Woman Behind the Counter in a Small Town" – 3:49
6. "Untitled" – 2:02
7. "MFC" – 2:28
8. "Go" – 2:41
9. "Red Mosquito" – 4:02
10. "Even Flow" – 5:17
11. "Off He Goes" – 5:42
12. "Nothingman" – 4:38
13. "Do the Evolution" – 3:45
14. "Better Man" – 4:06
15. "Black" – 6:55
16. "Fuckin' Up" – 6:17